# 莱佛士医院
莱佛士医院（英語：Raffles Hospital，縮寫：RH）是新加坡私营医疗机构萊佛士醫療集團旗下的一家三级私立护理医院。

## 历史
1997年9月12日，莱佛士医疗集团和Pidemco Land成立了一家合资公司，将位于武吉士站附近的前办公和购物中心改造成现在的莱佛士医院。莱佛士医院于2002年3月16日正式启用。此外亞洲多地也有莱佛士医院。而2021年7月開業的位於上海市浦东新区的上海莱佛士医院是上海自贸试验区内最大的综合性外资医疗项目。

## 外部鏈接
维基共享资源上的相關多媒體資源：莱佛士医院
- 官方网站
- Official Twitter （页面存档备份，存于）
- Official Facebook （页面存档备份，存于）